# Splot naczyniówkowy

Schemat stropu komory czwartej. Splot naczyniówkowy oznaczony numerem 2.

Splot naczyniówkowy (łac. plexus choroideus) – struktura produkująca płyn mózgowo-rdzeniowy, będąca częścią opony miękkiej, wpuklającą się do światła układu komorowego mózgowia. Jest to silnie unaczyniona tkanka łączna luźna, pokryta komórkami wyściółki (ependymocytami) z licznymi mikrokosmkami. Występuje we wszystkich częściach układu komorowego mózgowia poza wodociągiem mózgu i rogami przednim i tylnym komór bocznych.